# Partido Comunista Paraguaio
O Partido Comunista Paraguaio (Partido Comunista Paraguayo, PCP) é um partido político comunista no Paraguai. O PCP foi fundado em 19 de fevereiro de 1928. Mais tarde foi reconhecido como uma seção da Internacional Comunista. 
O atual secretário-geral do PCP é Najeeb Amado. O órgão juvenil do PCP é a "Juventud Comunista Paraguaya".    
"Adelante" é seu jornal mensal, fundado em 1941, podendo ser acessado via seu link web.

### Antecedentes
Há registro de um Comitê de Ação Social composto por estudantes e operários em 1924, que havia fundado nesse mesmo ano o jornal comunista "Bandera Roja". Esse Comitê teria formado a Seção Paraguaia da Internacional Comunista em fevereiro de 1924, com o pedreiro Donato Cáceres como secretário-geral, embora não existam muitos dados para corroborar isso. Entre os membros desse Comitê estava Lucas Ibarrola, que representaria o Paraguai na Internacional Comunista em 1926, e que fundaria em 1928 o atual Partido Comunista Paraguaio.

### Fundação
O PCP (Partido Comunista Paraguaio) foi fundado em 19 de fevereiro de 1928 após uma reunião de 50 militantes. O primeiro secretário-geral do PCP foi Lucas Ibarrola, que já em 1926, como explicado anteriormente, havia ido a Moscou representando o Paraguai no VI Congresso da Internacional Comunista. Também em 1928, com a fundação do PCP, os comunistas decidiram lançar um jornal de propaganda, que se chamaria "Comuneros". O PCP contava em seus primórdios com um "inspetor de impostos, dois joalheiros, um pequeno comerciante, um sapateiro, dois estudantes e um empregado".

### O PCP e a Guerra do Chaco
Anos antes da Guerra do Chaco, um conflito fronteiriço entre Bolívia e Paraguai ocorrido entre 1932 e 1935, o PCP organizou um "Comitê Anti-Guerra" liderado por Obdulio Barthe e Perfecto Ibarra, com a missão de convencer os operários e trabalhadores de que a guerra iminente era inútil e desnecessária.
O PCP ficou inativo entre 1932 e 1934, pois alguns dos militantes foram combater na frente de batalha e outros partiram para o exílio para evitar serem convocados.

### O Congresso dos Lobos
Em 1934, aconteceu na Argentina o chamado Congresso de Lobos, onde o PCP retomou suas atividades. A este Congresso compareceram vários novos militantes que depois se tornariam dirigentes, como Oscar Creydt, Obdulio Barthe, Perfecto Ibarra, entre outros, além de um representante da Internacional Comunista. O Bureau Político eleito foi composto por Obdulio Barthe, Perfecto Ibarra, Augusto Cañete, Juan Orué, Marcelina Cáceres, Leonardo Dielma e Aurelio Alcaraz, sendo este último eleito secretário-geral. Cerca de 600 militantes faziam parte do partido na época do Congresso.

### Os comunistas no governo febrerista
Em 1936, após a Revolução de 17 de fevereiro e com o coronel Rafael Franco no poder, o PCP obteve avanços significativos e pôde participar das conquistas do governo chamado "febrerista", como a lei que instituiu a jornada de trabalho de 8 horas, o regime de salário mínimo, a assistência médica gratuita nos centros hospitalares e a reforma agrária.
O governo febrerista, um ano e meio após a Revolução, caiu após um golpe de Estado, e o PCP voltou à clandestinidade.

### O PCP e as ditaduras militares
Em 1939, o PCP apoiou o governo de José Félix Estigarribia até que ele proclamou por decreto a Constituição de 1940, de caráter autoritário. A partir desse evento, e especialmente com a ascensão do general Higinio Morínigo, que mantinha boas relações com a Alemanha nazista, os comunistas voltaram à ilegalidade, continuando seus trabalhos organizativos apesar da repressão.
Em junho de 1941, realizou-se o I Congresso do PCP, no qual foi decidida a criação do jornal Adelante, cujo primeiro diretor seria Alfredo Alcorta.

### O PCP durante a Primavera Democrática
A abertura democrática de 1946 fez com que vários dirigentes do PCP retornassem ao Paraguai, como Óscar Creydt e Obdulio Barthe, que residiam em Buenos Aires. Isso ocorreu em 10 de agosto de 1946, quando mais de 30.000 operários, estudantes e militantes do PCP se reuniram na praça do porto e na rua Colón para receber os membros do Comitê Central mencionados.
Também durante esse período, o PCP obteve pela primeira vez em sua história a personalidade jurídica. Assim, pela primeira vez, pôde instalar livremente sua sede na rua Aquidabán (hoje Manuel Domínguez) em Assunção, onde funcionava o Comitê Central, enquanto a sede do Comitê Local da Capital ficava nas ruas Azara.
Entre agosto de 1946 e janeiro de 1947, quando ocorreu outro golpe de Estado pelo movimento dos "Guiones Rojos" (movimento interno do Partido Colorado), com características fascistas, o PCP realizou uma intensa campanha de filiação, chegando a ter cerca de 10.000 militantes.  Lembrando que, entre 1947 e 1963, o Partido Colorado foi o único partido legal e, portanto, única organização que podia apresentar candidatos em qualquer processo eleitoral. 

### O PCP e a guerra civil
A Guerra Civil de 1947 foi desencadeada após o golpe de 13 de janeiro de 1947, realizado pelos Guiones Rojos com o patrocínio do presidente da República, Higinio Morínigo. Esse golpe pôs fim à "primavera democrática" que estava ocorrendo desde junho de 1946, um período de total liberdade de expressão, imprensa e movimento, onde até mesmo os comunistas puderam obter sua legalidade.
Em 7 de março, jovens febreristas tomam o Quartel da Polícia, e um dia depois, em 8 de março, jovens militares institucionalistas se rebelam em Concepción, exigindo a realização de uma Assembleia Nacional Constituinte tão esperada há vários anos. Os militares institucionalistas receberam apoio do PCP, do Partido Liberal e da Concentración Revolucionaria Febrerista.
Vários pelotões foram liderados tanto por comunistas quanto por liberais e febreristas. Em agosto de 1947, a guerra civil termina com um resultado de mais de 30.000 vítimas fatais e a vitória militar dos colorados, o que resultou no exílio de muitos comunistas.

### Perseguição na ditadura e formação de guerrilhas
Durante a ditadura de Alfredo Stroessner, que durou de 1954 a 1989, os militantes do PCP foram perseguidos, torturados e em alguns casos, assassinados.
Também os estudantes que faziam parte do Frente Estudantil Democrático Revolucionário (FEDRE), que era a frente estudantil dos comunistas paraguaios, foram brutalmente perseguidos e encarcerados.
Em 1958, o PCP, junto com o Partido Revolucionário Febrerista (PRF) e outros partidos de esquerda, apoiou uma greve geral contra a ditadura militar. No entanto, essa greve foi duramente reprimida pelo regime e representou um golpe duro para a esquerda.
No final de 1959, Óscar Creydt, então secretário-geral do PCP, assinou um documento incentivando a criação de um movimento armado para realizar uma revolução democrática e derrubar a ditadura. Luis Casabianca e Carmen Soler, entre outros, foram os responsáveis pela organização do Frente Unida de Libertação Nacional (FULNA), uma frente político-militar que, além do Partido Comunista, contava com militantes do febrerismo de esquerda e alguns liberais. Várias colunas guerrilheiras foram criadas, mas a única que sobreviveu à repressão de 1960 foi a chamada Coluna Mariscal López, liderada por Arturo López Areco, que sob o pseudônimo de Agapito Valiente se tornaria uma figura mítica até sua morte em 1970.
Em 1965, com a saída de Creydt da secretaria-geral do PCP, "o grupo de Barthe" e o "grupo de Creydt" entraram em disputa. Os últimos representavam uma linha de sustentação da luta armada dentro do PCP, enquanto o outro grupo propunha suspender as ações armadas. Essa fração, sob a liderança de Creydt e com o apoio de Agapito Valiente (Arturo López Areco), criticou bastante a nova direção do PCP, chamando-os de "revisionistas", entre outras coisas.
Durante a década de 1970, vários militantes do PCP foram assassinados, incluindo o secretário-geral da época, Miguel Ángel Soler, e o secretário-geral da JCP, Derlis Villagra.

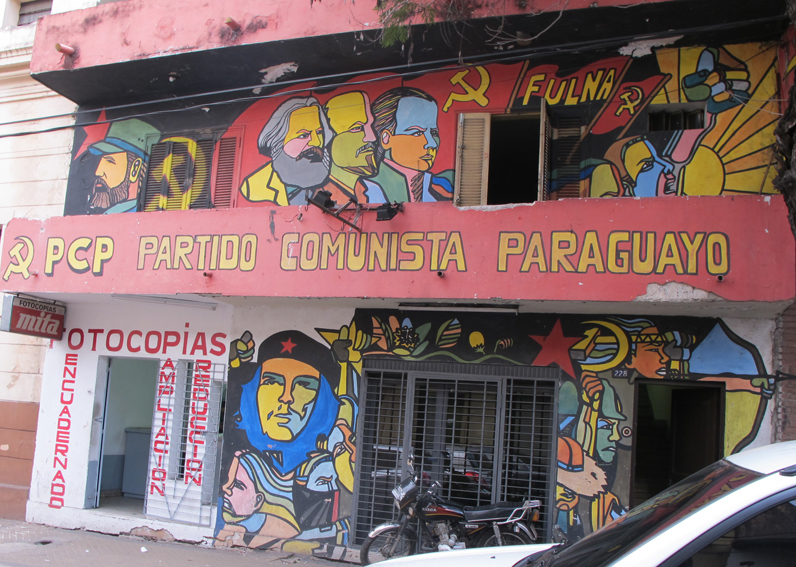
Gabinete do PCP, Assunção.

### Reorganização e transição
Em fevereiro de 1989, a ditadura cai, e o organismo partidário é reestruturado lentamente após décadas de clandestinidade forçada. Tanto é assim que, em 4 de dezembro de 1989, o PCP realiza oficialmente um ato público na Casa do Povo do PRF, após quatro décadas de perseguição policial.
No final de 2002, ele faz parte da "Izquierda Unida", uma coalizão de partidos e setores sociais progressistas, apresentando-se em uma lista única para as eleições gerais de 2003.

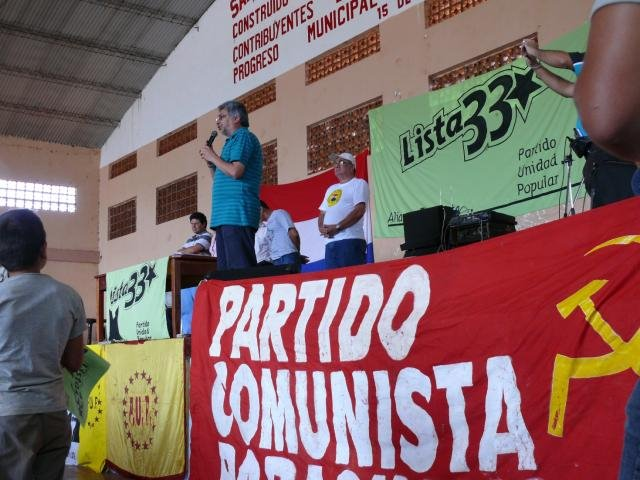
Fotografia de um ato do PCP

### Apoio a Fernando Lugo nas eleições de 2008
Em 2008, o PCP apresentou seu líder histórico, Ananías Maidana, como candidato a deputado, e para presidente, apoiou Fernando Lugo, que venceu as eleições presidenciais.
Nesse mesmo ano, o PCP também comemorou seus 80 anos de existência com atividades culturais e homenagens aos militantes que lutaram contra a ditadura de Stroessner.
Em 2009, o PCP fez parte do Espacio Unitario - Congreso Popular (EUCP), juntamente com outros partidos de esquerda.
Em 2010, o PCP, junto ao EUCP e outros partidos de esquerda, fundou o Frente Guasu, uma coalizão de partidos progressistas com foco nas eleições municipais de 7 de novembro daquele ano.

### Ruptura com o governo de Fernando Lugo
Em 18 e 19 de dezembro de 2010, o Comitê Central do PCP se reuniu e decidiu retirar o "apoio crítico" que haviam dado à administração de Fernando Lugo, concedido a ele em 2008. A ruptura ocorreu devido às políticas "conservadoras" adotadas pelo governo, além de sua colaboração com Álvaro Uribe, então presidente da Colômbia, e com os Estados Unidos, por meio do Plano Umbral (Plan Umbral), entre outras questões.

## Secretários Gerais
| N.º | Secretário | Secretário           | Mandato | Mandato |
| N.º | Secretário | Secretário           | Início  | Fim     |
| --- | ---------- | -------------------- | ------- | ------- |
| 1   | Paraguai   | Lucas Ibarrola       | 1928    | 1934    |
| 2   | Paraguai   | Enriqueta de Cáceres | 1934    | 1934    |
| 3   | Paraguai   | Aurelio Alcaraz      | 1934    | 1940    |
| 4   | Paraguai   | Augusto Cañete       | 1940    | 1947    |
| 5   | Paraguai   | Alberto Candia       | 1947    | 1948    |
| 6   | Paraguai   | Antonio Gamarra      | 1948    | 1953    |
| 7   | Paraguai   | Oscar Creydt         | 1953    | 1965    |
| 9   | Paraguai   | Miguel Ángel Soler   | 1967    | 1975    |
| 10  | Paraguai   | Antonio Maidana      | 1975    | 1978    |
| 11  | Paraguai   | Obdulio Barthe       | 1978    | 1981    |
| 12  | Paraguai   | Julio Rojas          | 1981    | 1989    |
| 13  | Paraguai   | Ananías Maidana      | 1989    | 2007    |
| 14  | Paraguai   | Najeeb Amado         | 2007    |         |

## Congressos do PCP
- Congresso fundacional, (Assunção, 19 de fevereiro de 1928)
- Congresso reorganizativo, (Lobos, 1934)
- I Congresso, (Assunção, 21 de junho de 1941)
- Congresso Nacional, (Assunção, 1945)
- II Congresso, (Assunção, agosto de 1949)
- III Congresso, (Buenos Aires, 1953)
- Congresso Nacional Extraordinário, (Assunção, fevereiro de 1955)
- Congresso Nacional, (1967)
- Congresso Extraordinário, (Assunção, abril de 1971)
- IV Congresso, (Assunção, 1989)
- V Congresso, (Assunção, 17 e 18 de fevereiro de 2001)
- VI Congresso, (Assunção, 21 e 22 de abril de 2007)
- VII Congresso, (Assunção, 29 e 30 de julho de 2011)
- VIII Congresso, (Assunção, 20 e 21 de fevereiro de 2016)
- IX Congresso, (Assunção, 25 a 27 de julho de 2021)